# Fish tea
Fish tea (deutsch: Fischtee) ist eine würzige Fischsuppe der karibischen und jamaikanischen Küche. Sie ist leichter als herkömmliche Fischbouillons, enthält Fischstücke und normalerweise etwas kleingeschnittenes Gemüse, manchmal auch Teigwaren als Einlage. Sie wird vor allem dann als „tea“ bezeichnet, wenn sie in einer Tasse serviert wird, wie es vor allem in Jamaika gebräuchlich ist. In der Regel werden kleine ausgenommene Fische mit Thymian und Knoblauch gekocht, zerstampft und zu einer klaren Brühe abgeseiht, worin Yamswurzeln, Karotten und anderes Gemüse gekocht wird, doch gibt es kein einheitliches Rezept.

## Herkunft
Fish tea wurde durch Auskochen von Gräten, Fischkopf, Flossen und Schwanz zusammen mit Gewürzen wie Frühlingszwiebeln, Thymian, Piment und Pfeffer zubereitet. Da Jamaikaner gerne Fischköpfe (einschließlich der Augen) essen, wurden diese nicht immer zur Suppe gegeben. Ab dem 18. Jahrhundert benutzten die Jamaikaner sowohl Fischkessel als auch Teekessel, was wahrscheinlich dazu führte, dass das Gericht als Fish tea bekannt wurde. Die erste Erwähnung im The Gleaner stammt aus dem Jahr 1930, als Fish tea der Name eines Rennpferdes war. Der Begriff wurde um 1945 von dem Schriftsteller Ralph de Boissière (1907–2008) aus Trinidad schriftlich erwähnt, als er fish tea als die Bouillabaisse der Kreolen bezeichnete.
Die Kombination von Fish tea und Rumpunsch ist erst seit den 1950er-Jahren schriftlich belegt, die Suppe selbst jedoch deutlich älter. So empfiehlt 1912 ein ins Englische übersetztes deutsches Gesundheitskochbüchlein bei Nieren- und Blasenbeschwerden ein Kochrezept „Fish tea“: eine geklärte Kochbrühe aus Fischköpfen und Gräten (vorzugsweise von Kabeljau oder Lachs) mit Wurzelgemüse, Lorbeerblatt, Majoran und Wacholderbeeren, die stundenlang gekocht wurden.
Fish tea ist in den Küstenregionen Jamaikas und auf anderen Karibikinseln wie den Cayman Islands verbreitet. Auch in Haiti ist Fish tea bekannt; dort wird er traditionell mit Fischköpfen und frischen Kräutern zubereitet.

## Kulturelle Überlieferungen
In der Karibik wird Fish tea als sehr nahrhaft betrachtet und gelegentlich eine aphrodisierende Wirkung als
„Liebeselixier“ nachgesagt und ist mit verschiedenen Legenden verbunden.
Auf den Cayman Islands besitzt Fish tea eine kulturelle Bedeutung und wird in unterschiedlichen Varianten je nach Region zubereitet. In der Vergangenheit wurde die Vielfalt der Rezepte unter anderem durch Veranstaltungen wie den „Flowers Bottled Water Fish Tea Cookoff“ gewürdigt, bei dem Teilnehmer aus verschiedenen Bezirken ihre Zubereitungen präsentierten. Die Sieger konnten ihre Kreationen beim „Taste of Cayman“-Festival vorstellen.